# Palazzo Michelin
Il Palazzo Michelin  è un palazzo per uffici, situato a Milano in Corso Sempione 66. Fu progettato da Eugenio ed Ermenegildo Soncini, che lo realizzarono tra il 1946 e il 1948.  Il progetto fu assegnato per concorso e fu il primo vinto e realizzato dal loro studio.        

## Storia e caratteristiche
La committente, la Società Italiana Michelin, chiedeva un edificio in cui alloggiare la propria sede e il magazzino di vendita dei suoi prodotti, e, se possibile, anche di uffici da affittare. Il lotto da edificare era quello su cui un tempo sorgeva la vecchia sede della Società, distrutta durante la guerra. Nonostante la ristrettezza dell'area a disposizione, il progetto è riuscito a contemperare due esigenze contrastanti: "il massimo sfruttamento della superficie e la massima libertà di circolazione nei cortili interni, del traffico sia pesante (autotreni) sia leggero (auto private), e ha saputo comporre in unico organismo le esigenze commerciali della Società e quelle degli uffici". 

### Distribuzione spaziale
L'edificio sorge a filo strada ed è composto da un corpo doppio su strada di otto piani e da un corpo interno di quattro piani, organizzati in nuclei, operativamente indipendenti:
- Il nucleo commerciale: il magazzino merci, al primo piano sotterraneo che copre l'intera area; il magazzino smistamento merci, al piano terreno, con banchina di carico e scarico; la sala vendite al terreno; il cortile grande per la manovra degli autotreni (con ingresso sulla sinistra della facciata); il cortile minore per gli automezzi privati e il servizio di montaggio gomme e rettifica (con ingresso sulla destra della facciata).
- Il nucleo per la sede della Società: dal primo al quinto piano gli uffici, all'ottavo la direzione; ingresso indipendente al centro della facciata.
- Il nucleo degli uffici in affitto: al sesto e al settimo piano, con ingresso indipendente sulla sinistra della facciata.[3]

I due corpi sono disposti a T; nell'incrocio si trovano gli elementi per la circolazione verticale: scale, ascensori, montacarico merci e montacarte per i documenti. Alla estremità di sinistra del corpo alto vi sono le scale e gli ascensori per il servizio degli uffici da affittare. Al piano terreno un porticato continuo consente tutti gli accessi al coperto. Per ragioni di circolazione, di smistamento dei veicoli e del controllo degli accessi la pianta di questo piano è caratterizzata da grandi curve. L'entrata per gli impiegati della società è a destra, la sala di vendita al centro. Ai piani superiori, l'atrio di arrivo della scala e degli ascensori è nel punto di incrocio dei due corpi di fabbrica, così che il controllo del piano può essere effettuato da un solo fattorino. L'adozione di tramezze mobili in legno di rovere, che possono essere disposte sia nel senso trasversale che longitudinale, consente di variare a piacere le dimensioni degli uffici. Le tramezze sono vetrate, per il controllo degli impiegati.
Nel cortile grande si smistano e si attestano gli autotreni alla banchina di scarico; il fabbricato interno è a sbalzo su di questa: si è così ottenuto più spazio per la manovra dei veicoli e una pensilina sopra la banchina.  Il materiale scaricato è convogliato per mezzo di scivoli automatici in metallo alla sala di smistamento sotterranea e da qui inoltrato nei capaci magazzini che occupano l'intera area. Essi sono illuminati dall'alto con pannelli di vetrocemento inseriti nel lastricato del cortile.

### Estetica
L'architettura nasce dalla volontà di liberarsi dalla “imperiosa legge del cubo chiuso, dal motivo sino ad allora imperante delle compatte superfici di cemento”.  Sono evidenti "le connessioni con il cosiddetto stile trasparente e con altre opere del Razionalismo Italiano, come la Casa del Fascio (1934), a Como, e la Casa Rustici (1933-5), a Milano, di Terragni. Come Terragni esibisce nelle sue due case il telaio strutturale, così i Soncini creano un'architettura che è espressione diretta dei propri elementi costruttivi."  “La facciata sulla strada, modulata sul nucleo dell’ufficio tipo, è caratterizzata dalle solette di schermo, di grande rilievo, che ne determinano l’unità compositiva con nette ombre ritmate orizzontalmente. Il motivo è ripreso dalla nota chiara, pure orizzontale, delle mascherature delle scaffalature sotto le finestre.”
"Le facciate interne del corpo alto hanno il medesimo motivo di composizione lesenato a riquadri della fronte sulla strada e si distaccano per contrasto dalla composizione architettonica del corpo centrale sospeso, caratterizzato dalle ampie finestrate continue che pongono in risalto la leggerezza dell'aerea struttura."
La facciata principale è rivestita di ceramica verde acqua marina; le facciate interne sono in intonaco con polvere di marmo, pure di tinta verde. I pannelli delle finestre sono realizzati con una lega di alluminio anodizzato.
Data l'esposizione a sud-ovest si sono adottate solette di schermo dai raggi solari estivi, realizzate in cemento armato rivestito di ceramica, la cui dimensione è stata determinata con prove eseguite sul posto al solstizio di inverno e agli equinozi. Si è così eliminata l'insolazione sia del piano utile di lavoro negli uffici, sia di buona parte della superficie vetrata, per evitare l'effetto serra. Queste schermature furono utilizzate anche da Le Corbusier nella Unité d'Habitation a Marsiglia, realizzata lo stesso anno.

### La struttura
La costruzione è in cemento armato. Non vi sono murature d'ambito per il corpo principale, in quanto il pannello della finestra va da pilastro a pilastro e da pavimento a soffitto. L'interasse dei pilastri corrisponde alla dimensione dell'unità spaziale di un ufficio. Molto originale è l'ossatura portante del fabbricato interno a sbalzo sul cortile maggiore: la parte in aggetto è sostenuta da piedritti tiranti in facciata, vincolati a un sistema di tre mensoloni sulla sommità dell'edificio che poggiano su tre campate di pilastri, posti in profondità rispetto alla facciata. Ciò rende il piazzale interno libero da ingombri. 

### Gli impianti
L'edificio è riscaldato con pannelli radianti posti a soffitto; lo stesso impianto, con circolazione d'acqua dal sottosuolo, procura il raffreddamento estivo. Una rete di canali d'aria, passante a soffitto nei corridoi, consente di immettere in ogni ufficio aria umida o aria secca, in modo da ottenere il massimo condizionamento e una perfetta ventilazione.  Tutti gli uffici erano serviti dalla posta pneumatica.r